# Franz Theodor Csokor
Franz Theodor Csokor, né à Vienne le 6 septembre 1885 et mort dans cette ville le 5 janvier 1969, est un dramaturge autrichien connu pour ses pièces de théâtre expressionnistes.
Ses pièces traitent souvent de thèmes humanistes (la paix, la liberté, les droits de l'homme), de l'Antiquité ou de la religion.

## Biographie
Franz Theodor Csokor émigre volontairement quand l'Autriche est annexée par l'Allemagne nazie et ne revient dans son pays qu'en 1946. Il est enterré au cimetière central de Vienne.

## Œuvres principales
- 3. November 1918 (1936)
- Gottes General (Le Général de Dieu, 1939)
- Der verlorene Sohn (Le Fils perdu, 1943)

## Récompenses et distinctions
- 1953 : Prix de la Ville de Vienne de littérature
- Grand Prix d'État autrichien de littérature
- Anneau d'honneur de la ville de Vienne